# Косяковка (Башкортостан)
Косяковка (баш. Косяковка) — село в Стерлитамакском районе Башкортостана, входит в состав Красноярского сельсовета.

## История
Первое письменное упоминание населённого пункта датируется 1850 годом (сельцо Косячков). В более поздних документах XIX–XX веков упоминается также под названиями Косяково или Косячки. В конце XIX – начале XX веков слилось с населённым пунктом Ермоло-Никольское (в 1896 году Косяковка и Ермоло-Никольское упоминались в списках поселений по отдельности, в 1906 году упоминается уже только Ермоло-Никольское). В документах 1920 года встречаются оба названия – Косяковка и Ермоло-Никольское.

## Население
| Год       | 1850 | 1870 | 1896 | 1920 | 1939 | 1969 | 1989 |
| Население | 75   | 149  | 196  | 476  | 539  | 911  | 651  |
| --------- | ---- | ---- | ---- | ---- | ---- | ---- | ---- |

| 2002 | 2009 | 2010 |
| ---- | ---- | ---- |
| 706  | ↗747 | ↘744 |

Национальный состав
Согласно переписи 2002 года, преобладающая национальность — чуваши (68 %).

## Географическое положение
Расстояние до:
- районного центра (Стерлитамак): 9 км,
- центра сельсовета (Новый Краснояр): 3 км,
- ближайшей ж/д станции (Косяковка): 1 км.